# Ambulocetus natans
Az Ambulocetus natans az emlősök (Mammalia) osztályának párosujjú patások (Artiodactyla) rendjébe, ezen belül a Whippomorpha alrendjébe és a fosszilis Ambulocetidae családjába tartozó faj.
Nemének eddig az egyetlen felfedezett faja és családjának a típusfaja.
Típuspéldánya a H-GSP 18.507 számú lelet, Pakisztán eocénjének ypresi emeletében (49-48 millió évvel ezelőtt) keletkezett tengeri üledékes összletben, a Kuldana-formációban. Ez a lelet erősen töredékes, ezért egy jobb megtartású maradványt, a H-GSP 9.209 számút is bevonták a fajleírásba. A fajleíró Johannes Thewissen és társai.

## Tudnivalók
Az Ambulocetus natans (magyarul „sétáló cet”), egy 3 méter hosszú és 141–235 kilogramm tömegű (bár Philip Dean Gingerich szerint akár 720 kilogrammos is lehetett), alkatában krokodilszerű lény volt, és az első cetekhez tartozott. A korábbi elképzelések szerint ez az állat képes volt szárazföldön járni, de már inkább a vízi élethez alkalmazkodott; az újabb kutatások elvetik ezt az elméletet, és az újabb elképzelés szerint ez az őscet már teljesen víziéletmódú lehetett. Úszás közben nem úgy mozgott, mint a krokodilok (oldalirányban), hanem, mint a mai vidrák és cetek (fel-le). E tulajdonsága az emlősök általános mozgássémájából ered, a gepárd futásától a nyúl szökdécseléséig minden emlős gerince ugyanúgy mozog.
Valószínű, hogy vadászatkor a sekély vízben figyelte, ha egy állat jön vizet inni és ekkor rávetette magát (krokodil módszer). A fül felépítése hasonló volt a mai cetek füléhez, velük érzékelte a vízben a hullámzásokat. Külső füle már eltűnt. Az orrcsont módosulása segítségével képes volt víz alatti nyelésre. Fogai hasonlóak voltak a delfinek és fogascetek fogaihoz. A fogak kémiai vizsgálata arra következtetett, hogy az Ambulocetus natans éppen olyan jól érezte magát a sós vízben, mint az édesvízben.

## Lelőhelyek
Ambulocetus natans maradványokat Pakisztán területén találtak csakúgy, mint a Himalayacetus subathuensis, Gandakasia és Pakicetus leleteit. 49 millió évvel ezelőtt az eocén közepén, Pakisztán a Tethys-óceán sekély partján feküdt. Itt sokfajta korai cetmaradványt találtak, ami arra enged következtetni, hogy a meleg Tethys tenger volt a bölcsője a cetek evolúciójának. Folyókban és folyótorkolatokban a tenger északi partvidékén fordult elő, sós-, brakk- és édesvízben. A Tethys üledékgyűjtőjében (geoszinklinális) ez időben keletkezett az a nagy vastagságú üledékes rétegsor, ami ma a Himalája vonulatait alkotja.

## Képek

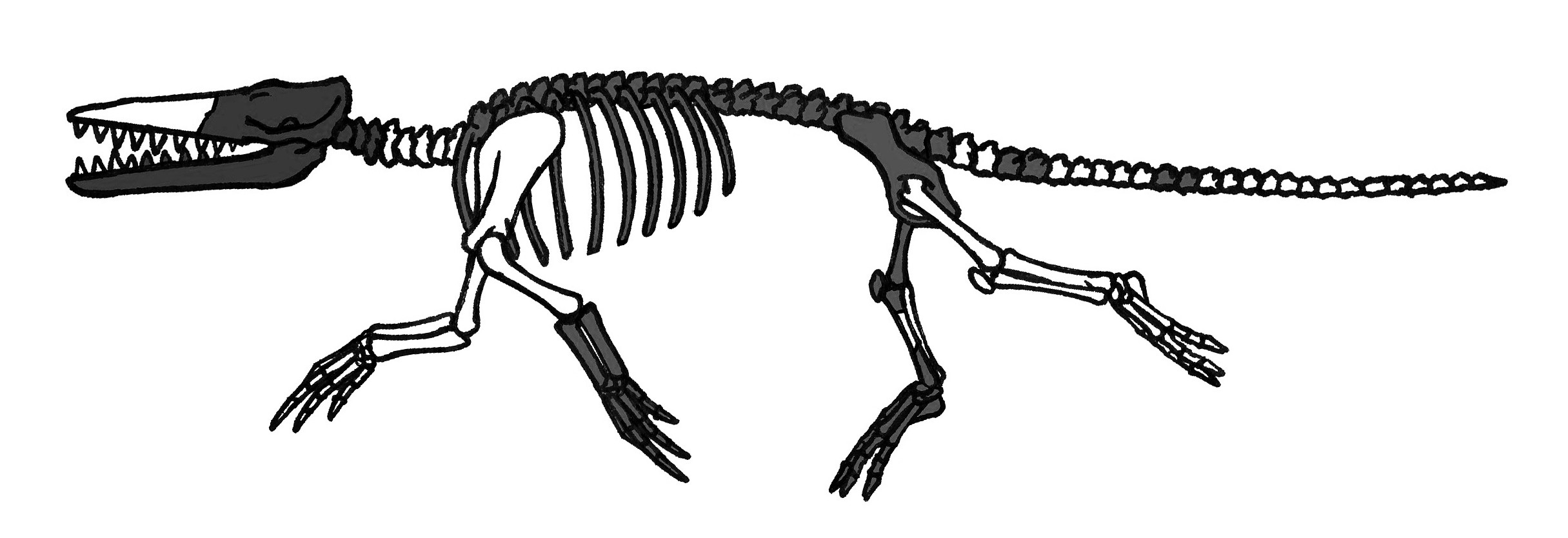
Az Ambulocetus maradványokból eddig a csontváz elemeinek szürkével jelzett részei kerültek elő
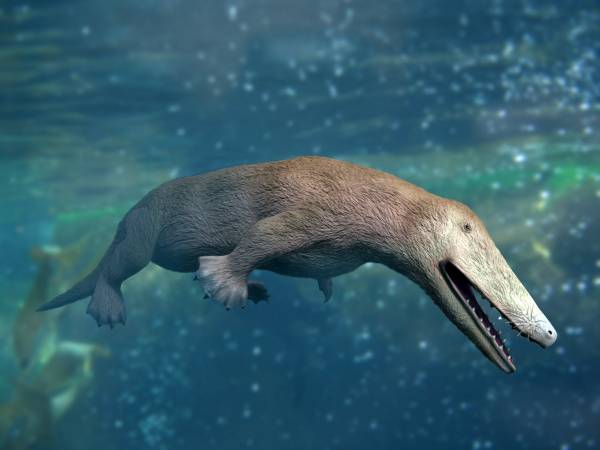
Ambulocetus rekonstrukció